# Huis Gebroek

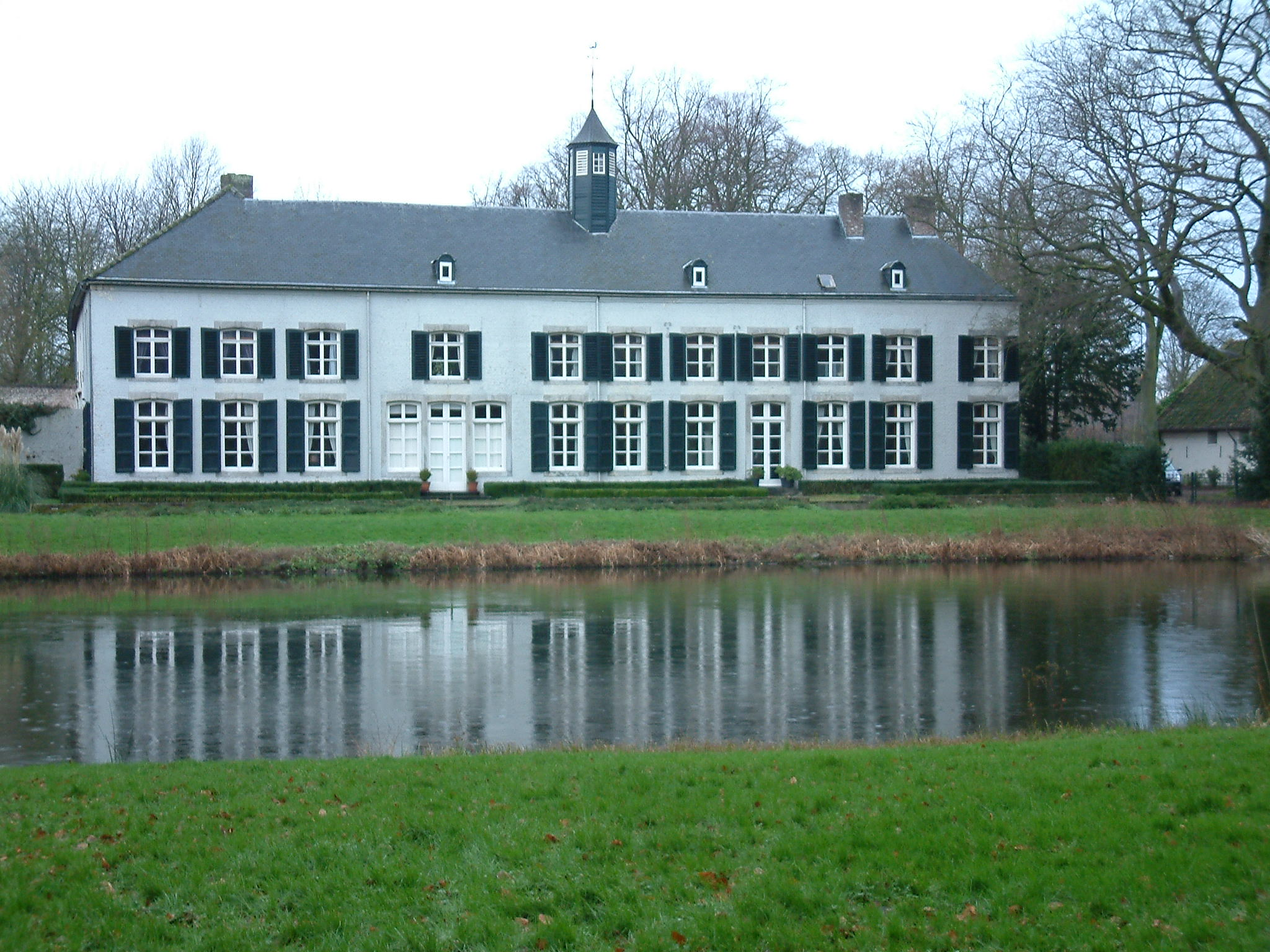
Kasteel Gebroek, de oostvleugel.

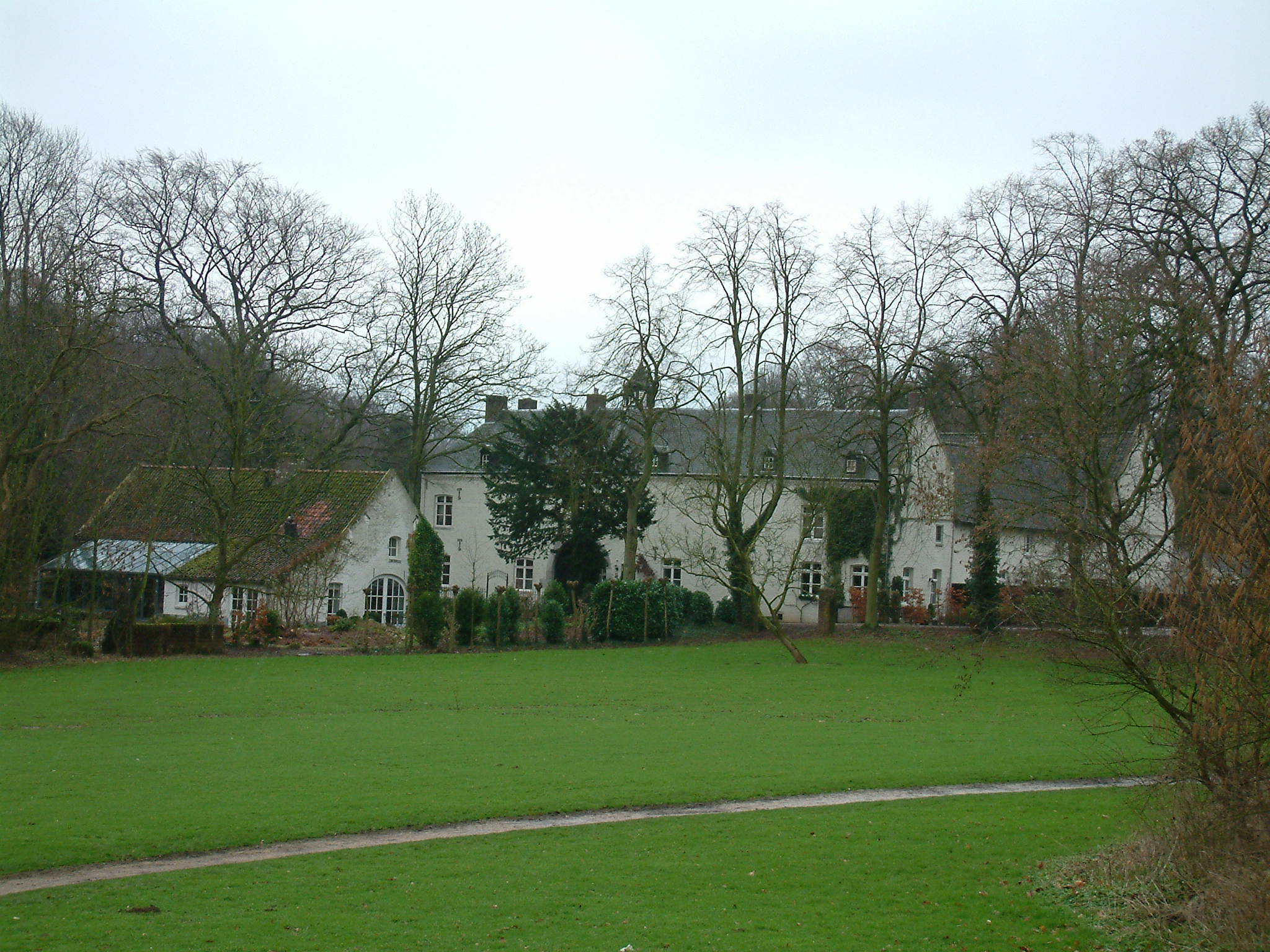
Kasteel Gebroek, overzicht

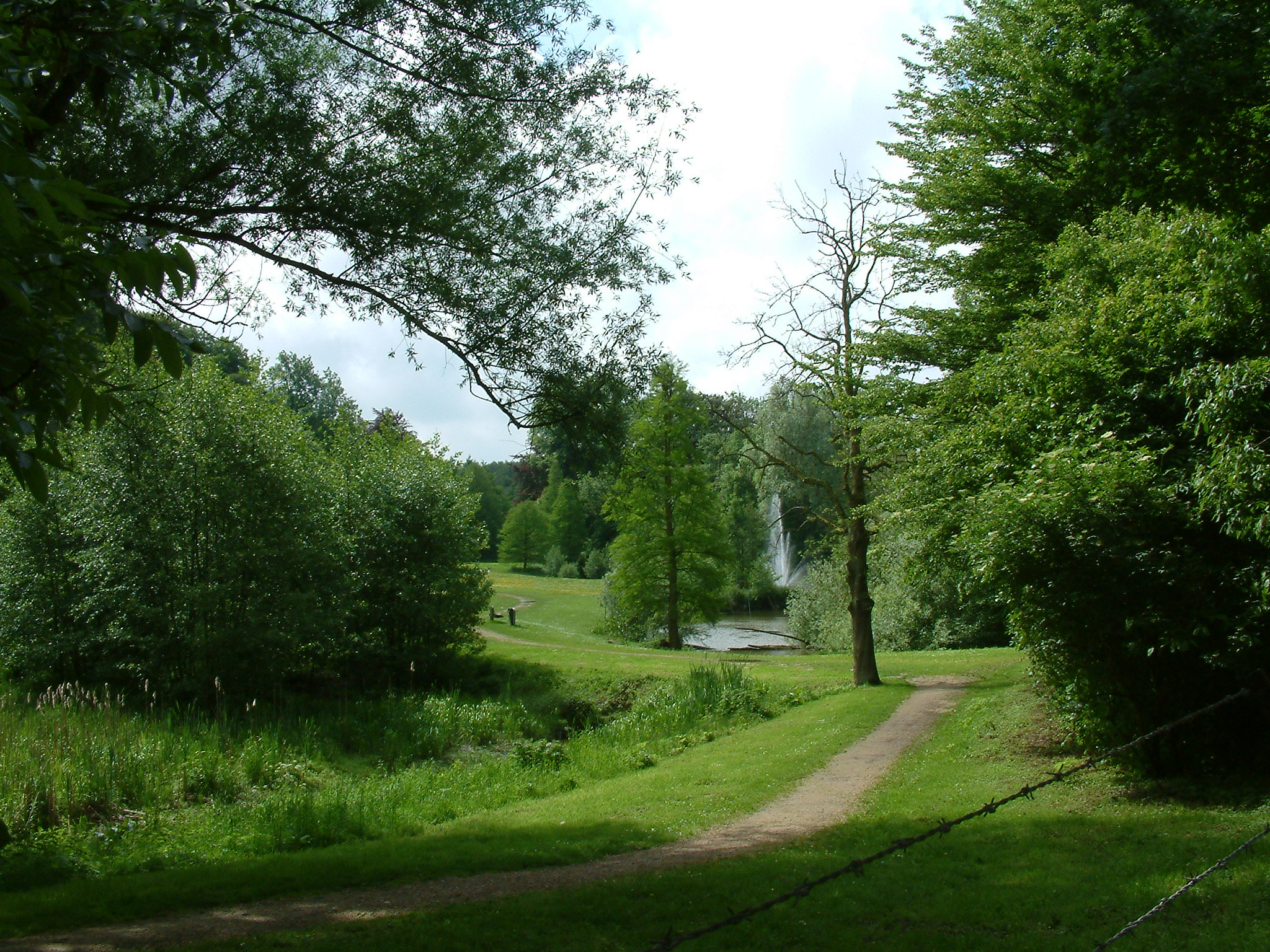
Kasteel Gebroek, park

Huis Gebroek, ook Kasteel Genbroek, is een kasteel of historische buitenplaats nabij het dorp Geverik in de Nederlands-Limburgse gemeente Beek.

## Geschiedenis en bewoners
Gebroek werd reeds in 1381 genoemd als een grootleen van het Huis Valkenburg toen het landgoed eigendom was van Gerard Printen. Daarna werd het eigendom van de familie Huyn van Amstenrade, waarvan Werner Huyn de eerste was. De laatste Huyn heeft het kasteel deels overgedaan aan Godfried van Mutsenich die het kasteel zijn huidige vorm heeft gegeven aan het begin van de 17e eeuw. Getuige hiervan zijn de vier jaarankers op de westgevel die het tweede decennium van die eeuw weergeven in de vorm van “161*”. In 1644 wordt Hub Creusen, Luiks(?) hoogschout van Maastricht de nieuwe eigenaar en hiermee breekt een periode aan van deftige Maastrichtse burgerfamilies die het kasteel bewoonden. In 1683 kocht Claude Ernest de Montaigne, Luiks hoogschout te Maastricht en gehuwd met Maria Magedalena Dionysia Creusen, het nabijgelegen Huis Kelmont. Het echtpaar was op dat moment al eigenaar van Gebroek. De erfenis werd verdeeld onder de elf kinderen.
Rond 1820 werd Jan Lodewijk Willem Hennekens de nieuwe eigenaar en hij vestigde een destilleerderij in het kasteel. Hij was de eerste die de befaamde Beeker Els gaat stoken. Verder waren er in die tijd een leerlooierij en een boomkwekerij in het kasteel. Na zijn overlijden in 1827 werd de destilleerderij verplaatst naar Beek aan de Wolfeinde en de boomkwekerij werd gestopt.
De erfgenaam, Guillaume Hennekens, verkocht het kasteel aan de Belgische edelman George Louis Baron de Rosen de Haren uit Luik. De Rosen liet het kasteel renoveren en liet tevens het achtkantige torentje op de oostvleugel plaatsen. Ook werd in die tijd de Engelse landschapstuin met waterpartij en beukenboshelling aangelegd. Zijn oudste zoon, August Baron de Rosen de Haren, heeft veel betekend voor het kasteel en de lokale politiek van gemeente Beek. Hij werd in 1843 raadslid in Beek en later wethouder en Statenlid van de Provincie Limburg. Hij bleef hierin actief tot zijn dood in 1904. De laatste erfgename was in 1911 Marie de Coune-Schoenmaekers. In 1922 werd Joseph Meuwissen, een pannenbakker in Echt, de nieuwe eigenaar van het kasteel. Hij werd opgevolgd door Louis (IV) Hubert Willem Regout (1928-), een telg uit de bekende Maastrichtse familie Regout, kleinzoon van de industrieel en minister Louis (II) Regout en tot 1972 directeur van de porselein- en tegelfabriek Mosa. Daarna leefde zijn moeder, de weduwe jkvr. Marie-Louise Paula Hubertina Josepha Michiels van Kessenich (1900-1997) tot aan haar dood in het kasteel. Na een kortstondig bezit door de gemeente Beek, kwam het kasteel in het bezit van verschillende eigenaren.

## Beschrijving van het kasteel
Het hoofdgebouw is een grotendeels witgepleisterd en witgeschilderd bakstenen gebouw uit de 18e eeuw. Het bestaat uit vier rechthoekig aaneengesloten vleugels, elk onder een zadeldak, die een rechthoekige binnenplaats omsluiten. In de zeer brede, twee verdiepingen hoge oostvleugel is een gerieflijk woongedeelte gevestigd, terwijl de west-, noord- en zuidgevel vanouds respectievelijk een economiegebouw, een pachterwoning en een schuur herbergden. Rond het kasteel ligt een Engelse landschapstuin met vijvers.

## Bijbehorende monumentale objecten
Bij het kasteel behoren een aantal andere objecten te weten:
- Een historische tuin- en parkaanleg uit de eerste helft van de 19e eeuw waarin een formeel aangelegde as uit de 17e en 18e eeuw. Deze as wordt gevormd door de oprijlaan - aan de openbare weg (Kasteel Genbroekstraat - Geverikerstraat) gemarkeerd door twee imposante 19e-eeuwse paardenkastanjes - en door een in het verlengde van de oprijlaan (thans aan weerszijden met een rij 20e-eeuwse linden beplant) gelegen wagenpad, dat aan de westzijde door de Maastrichterlaan wordt beëindigd. De landschapstuin met heemtuin en landgoed heeft een totale oppervlakte van 18,5 hectare en is in 1994 in de oorspronkelijke Engelse landschapsstijl teruggebracht . De tuin is een beschermd natuurgebied dat momenteel, als onderdeel van het aangrenzende Kelmonderbos, in beheer is bij Natuurmonumenten.
- Een rode bakstenen, deels witgekalkte 17e-eeuwse schuur, die oorspronkelijk deel uitmaakte van een molenhuis, dat omstreeks 1900 is afgebroken.
- Een halfrond, bakstenen bronhuisje uit de eerste helft van de 19e eeuw met koepelgewelf en waterput en een smeedijzeren hek met hardstenen hekpijlers, beiden eveneens uit de eerste helft van de 19e eeuw.
- Een rode bakstenen 19e-eeuwse rondboogbrug over de Keutelbeek met aan weerszijden een rode bakstenen balustrade en keermuren. Onder de noordelijke keermuur een stenen duiker. De brug ligt in het verlengde van het in de as van de oprijlaan gelegen pad, aan de rand van het hellingbos.
- Een 19e-eeuwse ijskelder uit cirkelvormige rode bakstenen, die zich bij de bakstenen brug over de Keutelbeek bevindt, opgenomen in een heuvelpartij aan de voet van het hellingbos. De ingangen van de kelder zijn thans bijna geheel met aarde volgestort.
- Een stenen rechthoekig pomphuisje, dat omstreeks 1925 deels werd vernieuwd voor de installatie van een nieuwe ijzeren mechanische waterpomp, een zogenaamde Belier Hydraulique Bollee van Andre Leboeuf te Le Mans (Frankrijk).
- Twee houten 19e-eeuwse volières.
- Een kelkvormige terracotta vaas op een sokkel en twee stenen beelden eveneens op een eigen sokkel. De beelden stellen wellicht een godin uit de Klassieke Oudheid voor, gehuld in een loshangend geplooid gewaad.

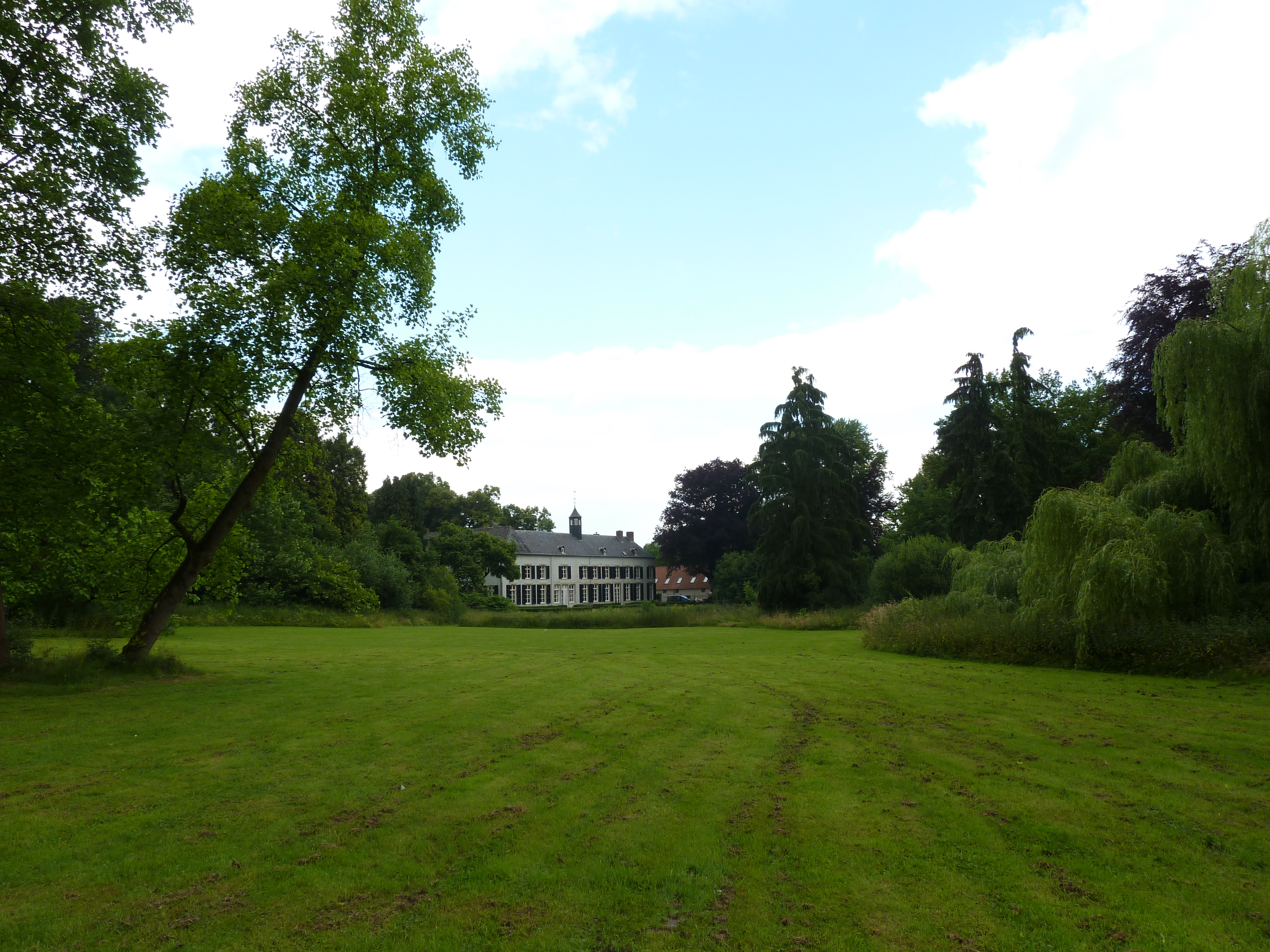
Tuin- en parkaanleg
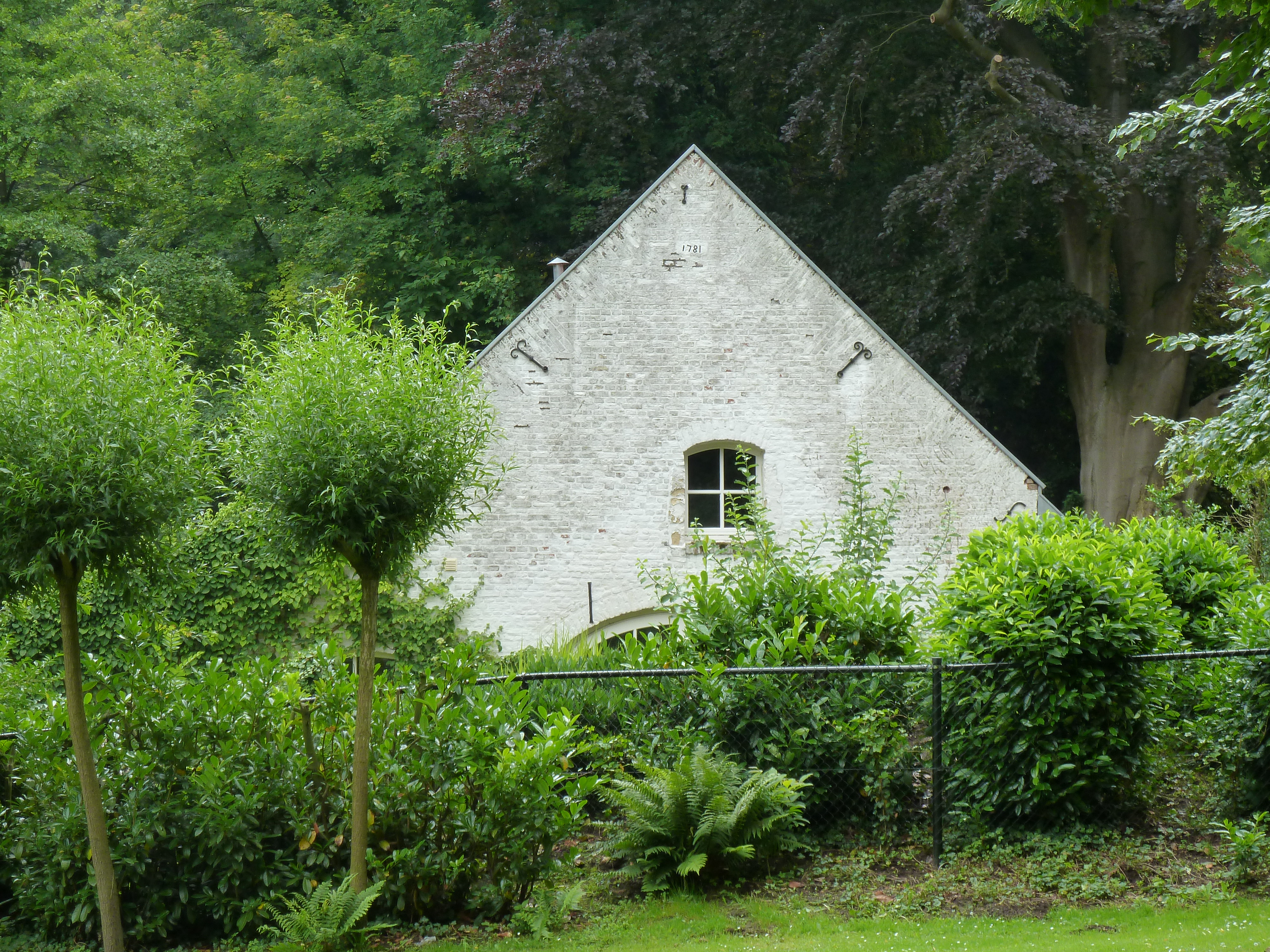
Schuur
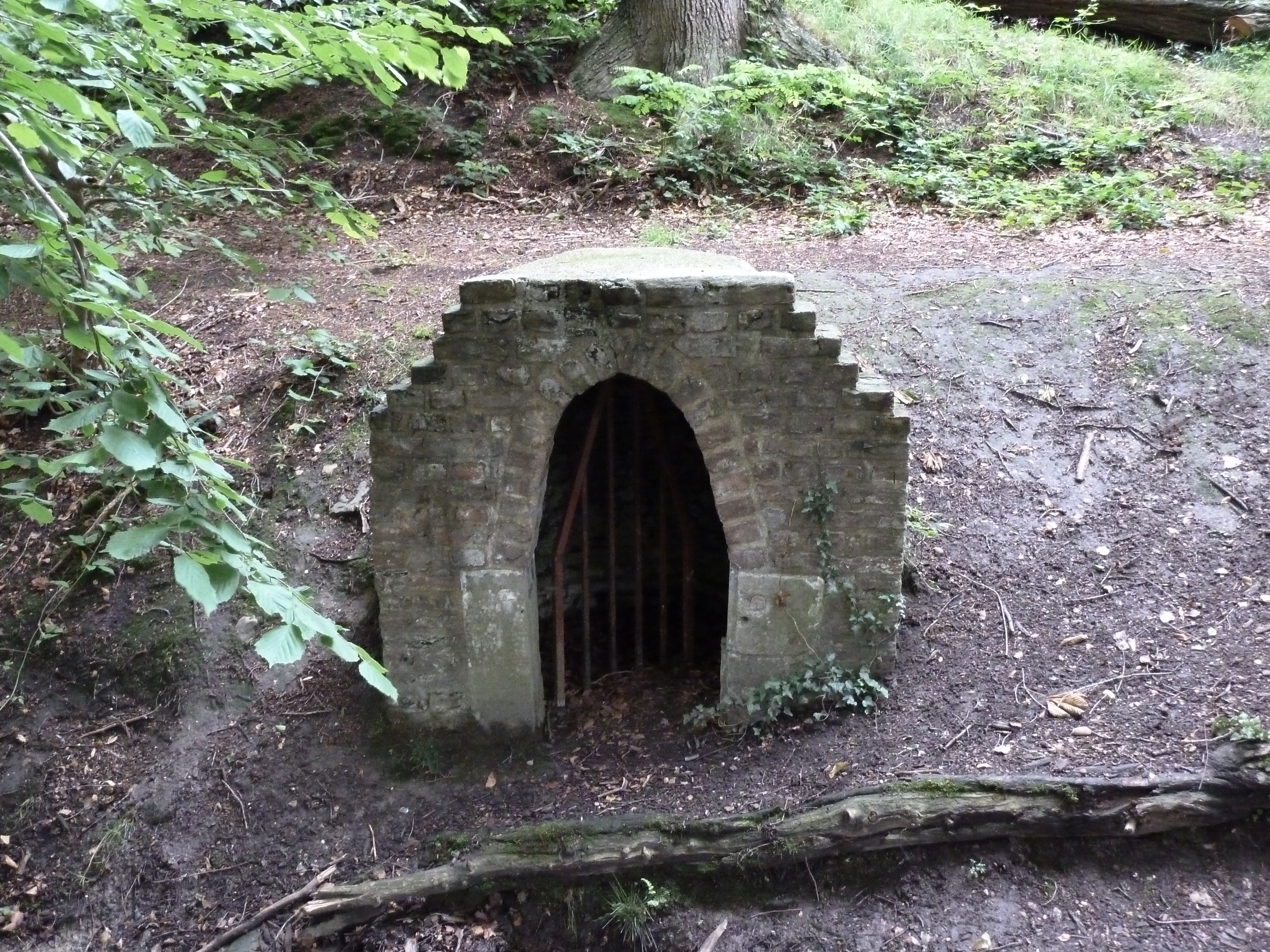
Bronhuisje
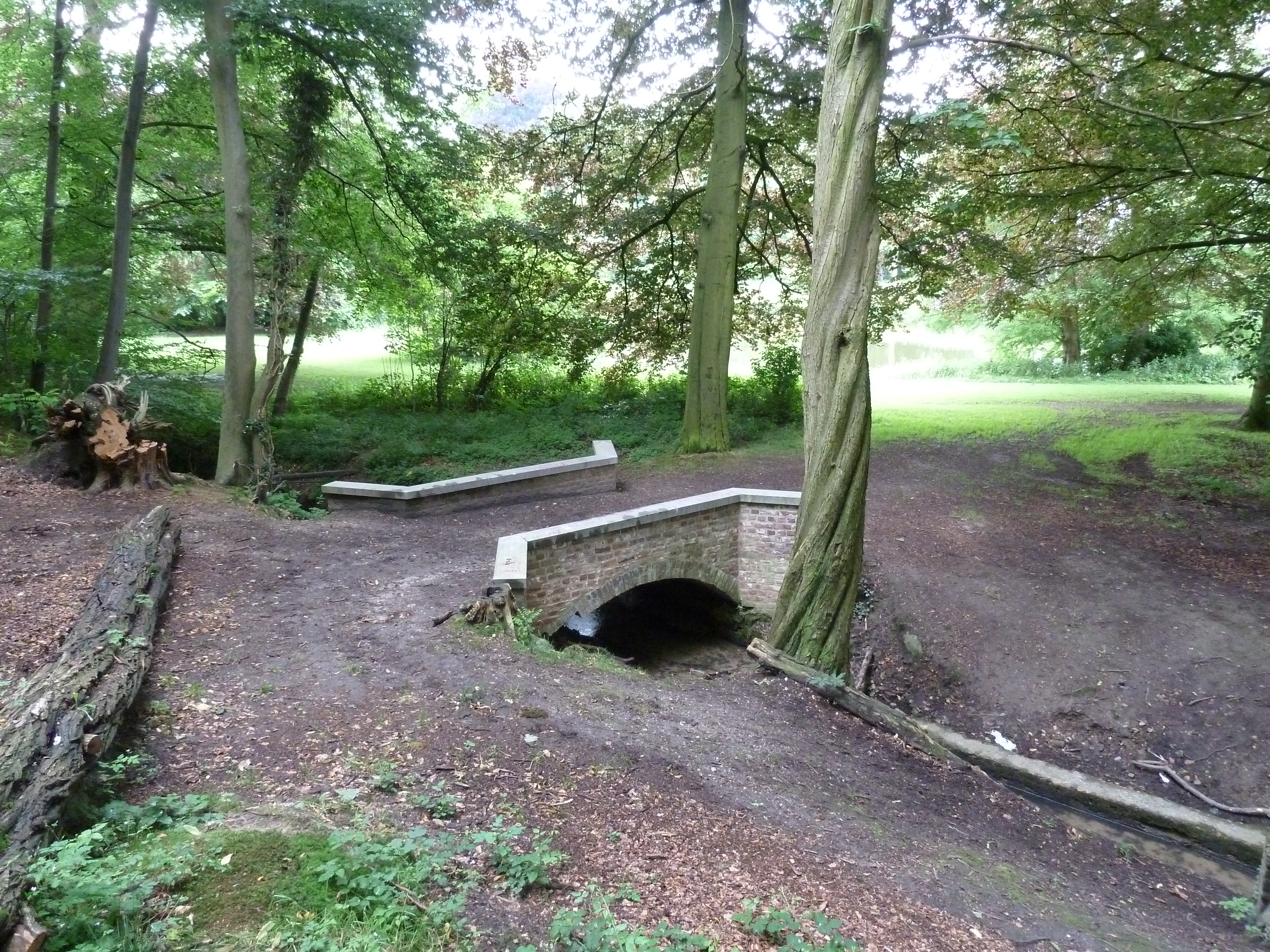
Rondboogbrug
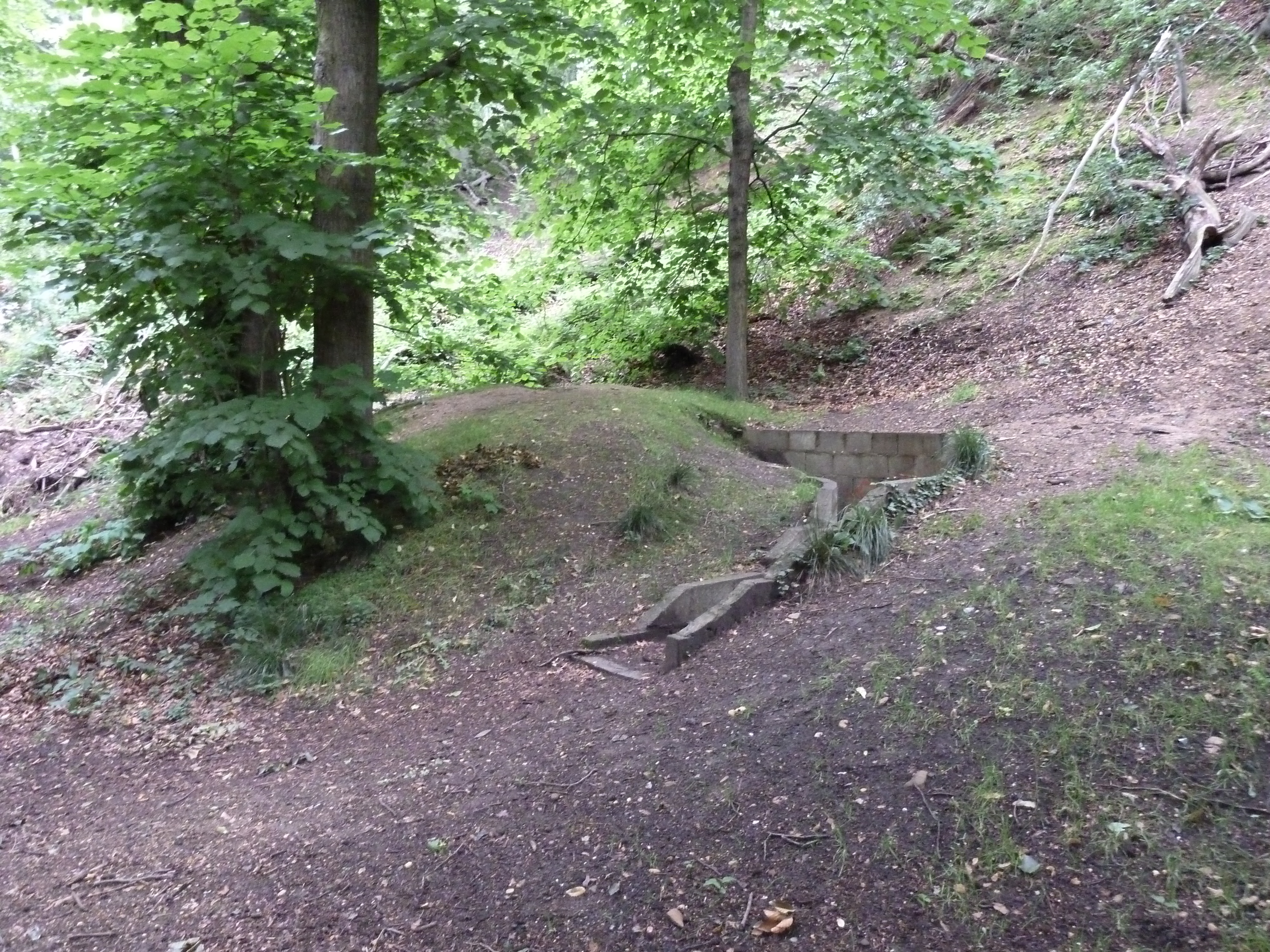
IJskelder
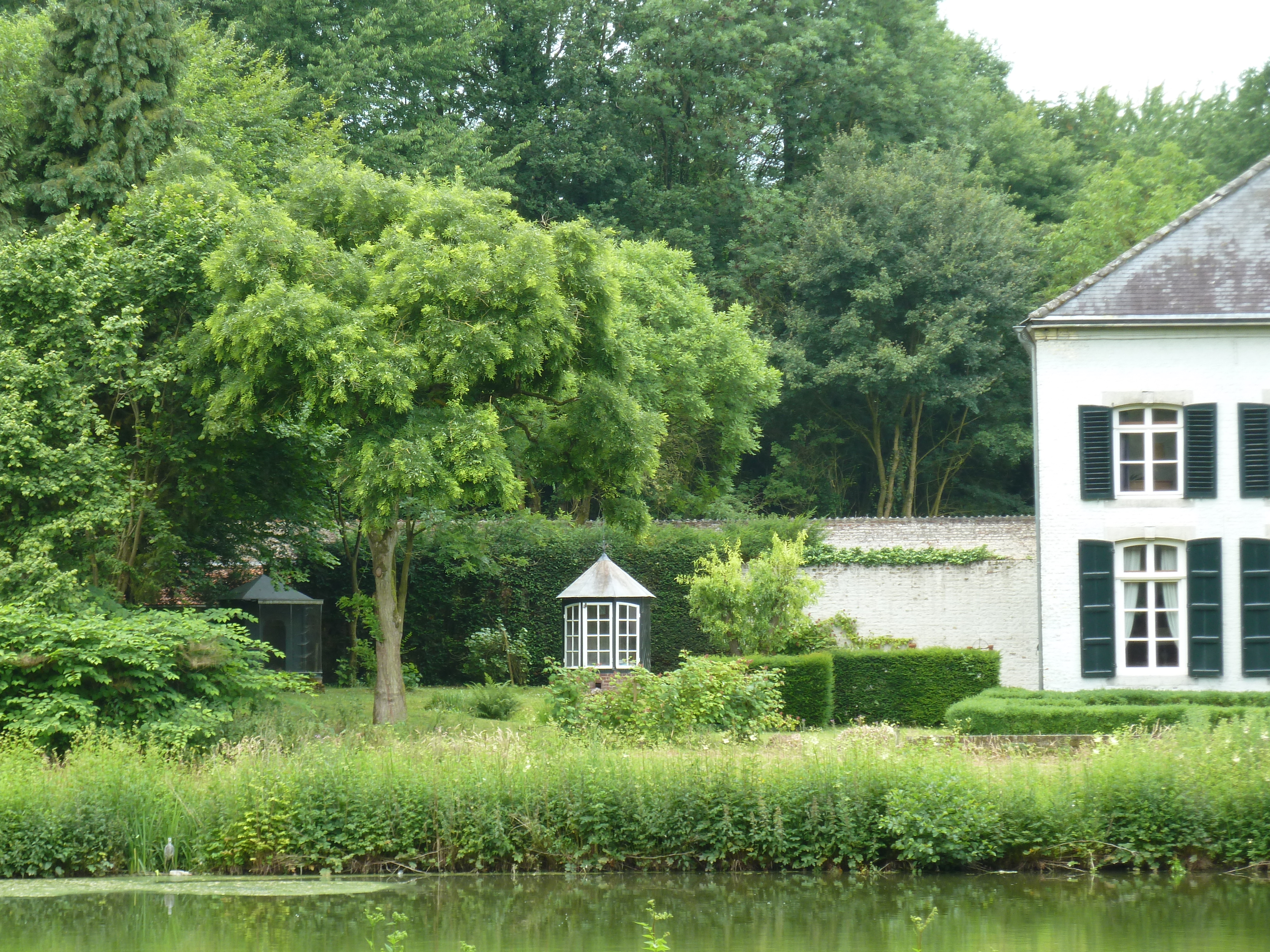
Volières

Aerwinkel · Kasteel Afferden · Aldt Huys · Aldenborgh · Kasteel Aldenghoor · Aldenhoven · Alte Burg · Kasteel Amstenrade · Slot Annendael · Kasteel Arcen · Baersdonck · Bakvliet · Baronsberg · Baxhof · Beegden ·  Benzenrade · Kasteel De Berckt · Kasteel Bethlehem · Beusdaelshof · Binsfeld · Huis Blankenberg · Kasteel Bleijenbeek · Blitterswijck · Boerlo · Bolberg · Bollenberg · Kasteel De Bongard · Borggraaf · Kasteel d'Erp · Kasteel Borggraaf · Kasteel Borgharen · Kasteel Born · Huis Bree · Breust · Kasteel Broekhuizen · Broekhuizen · Gracht Burggraaf · Kasteel De Burght · Kasteel Cartils · Cloppenburg (Oost-Maarland) · Kasteel Cortenbach · Huis De Dael · Dammerscheid · Kasteel De Bockenhof · De Donck (Sevenum) · De Donck (Swolgen) · De Dorth ·  Huis ten Dijcken · Kasteel Doenrade · De Doom · Douve · Douvenrade · De Dries · Kasteel Erenstein · Kasteel Eijsden · Eijsden · Einrade · Kasteel Elsloo · Ensenbroek · Eperhuis · Etzenraderhuuske · Exaten · Kasteel Eijckholt · Kasteel Eyckholt · Eys · Gastendonck · Kasteel Genbroek · Gebroken Slot · Kasteel Geijsteren · Kasteel Op Genhoes · Kasteel Genhoes · Genneperhuis · Kasteel Het Geudje · Kasteel Geulle · Kasteel Geusselt · Geijsteren · Gen Heck · Ghoor · Kasteel Goedenraad · Kasteel Grasbroek · Kasteel Groenendaal · Groethof · Groot Paarlo · Kasteel van Gronsveld · De Gun ·Kasteel Haeren · Kasteel Den Halder · Heerlaer · Heeze · Heijen · 's-Herenanstel · Kasteel Hillenraad · Kasteel Hoensbroek · Hoenshuis · Holstrate · Holtmühle · Huize Holtum · Kasteel Horn · De Horst · Huys ter Horst · Ten Hove (Grathem) · Ten Hove (Panningen) · Huis Brias · Huis Darth ·  Kasteel Hurpesch · Kasteel Sint-Jansgeleen · Kasteel Jerusalem · Kasteel Kaldenbroek · Den Kamp · Kasteel Karsveld · Kasteel Keverberg · Klein Paarlo · Klimmender Huuske · De Kolck · Koppelberg · Laar · Landsfort · Kasteel Lemiers · Kasteelruïne Lichtenberg · Kasteel Limbricht · Lonesteyn · Huize Lovendael · Mazenburg · Kasteel van Meerlo · Kasteel Meerssenhoven · Meezenbroek · Kasteel van Mheer · Middelaar · Kasteel Millen · Kasteel Montfort · Movert · Mulrode · De Munt · Château Neercanne · Kasteel Neubourg · Nienghoor · Huis Nierhoven · Kasteel Nieuwenbroeck · Nije Huys · Kasteel Nijenborgh · Kasteel Nijswiller · Nijthuysen · Kasteel Obbicht · Oedenrade · Kasteel Ooijen · Kasteel Oost (Valkenburg) · Kasteel Oost (Oost-Maarland) · Kasteel Ouborg · Overen · Kasteel Passarts-Nieuwenhagen · Prickenis · Prinsenhof · Puth · De Putting · Raath · De Raay · Ravenhof · Kasteel Reijmersbeek · Kasteel van Rijckholt · Kasteel Rivieren · Rodenbroek · Rosendaal · Kasteel Schaesberg · Kasteel Schaloen · Te Scharen · Schenkenburg · Kasteel Scheres · De Spijker (Geijsteren) · De Spijker (Leeuwen) · Huis Severen · Sibberhuuske · Château St. Gerlach · Spraland · Huis De Spyker · Huize Stalberg · Stalberg (Wellerlooi) · De Steeg · Kasteel Stein · Steinhagen · Steenen Huis · Stoel van Swentibold · Strijthagen (Landgraaf) · Strijthagen (Welten) · Struyver · Kasteel Terborgh · Terlinden (Wijnandsrade) · Terveurdt · Ter Weyer · Kasteel Ter Worm · De Tombe · Huis De Torentjes · Triest · Trippaert · Kasteel Vaalsbroek · Kasteel Vaeshartelt · Valkenburg · Vliek · De Vroenhof · Vrijburg · Kasteel Wambach · Warenberg · Well · Weyershof ·  Wijlre · Kasteel Wijnandsrade · Wijnandsrade · Wijnantshof · Wissegracht · Huize Witham · Kasteel Wittem · Wolfrath · Wylre